# 해머 오브 갓
《해머 오브 갓》(영어: Hammer of the Gods)은 영국에서 제작된 패런 블랙번 감독의 2013년 액션 공포 영화이다. 찰리 뷸리 등이 출연하였고, 루퍼트 프레스턴 등이 제작에 참여하였다. 2013년 7월 5일 개봉되었다.

## 출연
- 찰리 뷸리
- 클라이브 스탠든
- 마이클 지브슨
- 제임스 코즈모
- 엘리엇 카원
- 가이 플래너건
- 글리니스 바버
- 아이번 케이
- 알렉산드라 다울링
- 핀리 로버트슨
- 마이클 린들
- 시오 바클럼비그스

## 기타 제작진
- 배역: 버피 홀
- 미술: 벤 스미스